# Biserica Adormirea Maicii Domnului-de la Han din Câmpina
Biserica Adormirea Maicii Domnului-de la Han din Câmpina este un monument istoric aflat pe teritoriul municipiului Câmpina. În Repertoriul Arheologic Național, monumentul apare cu codul 131265.03.
Ansamblul este format din un monumente:
- Piatră funerară (cod LMI PH-IV-m-A-16394.02)

## Galerie

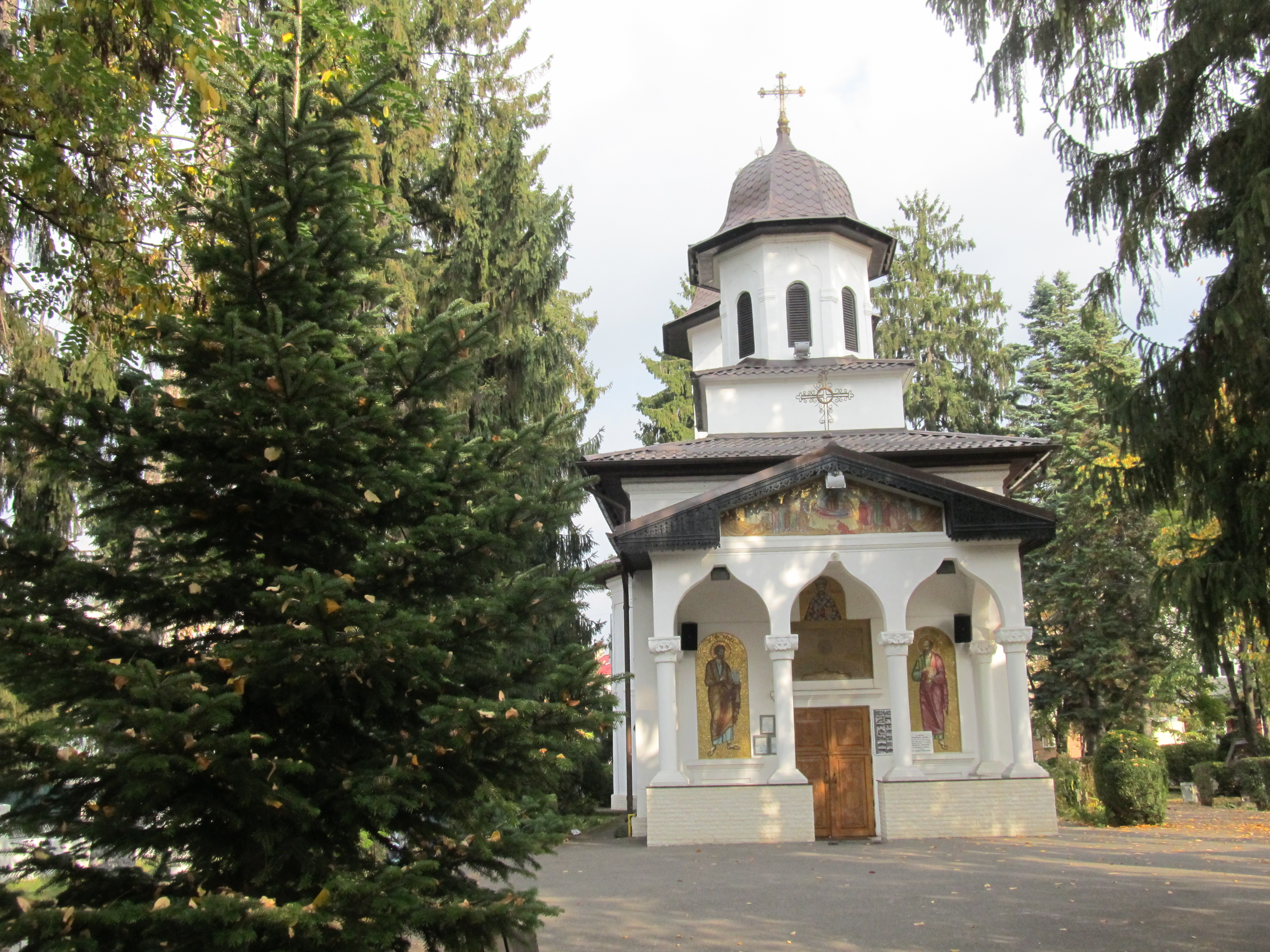
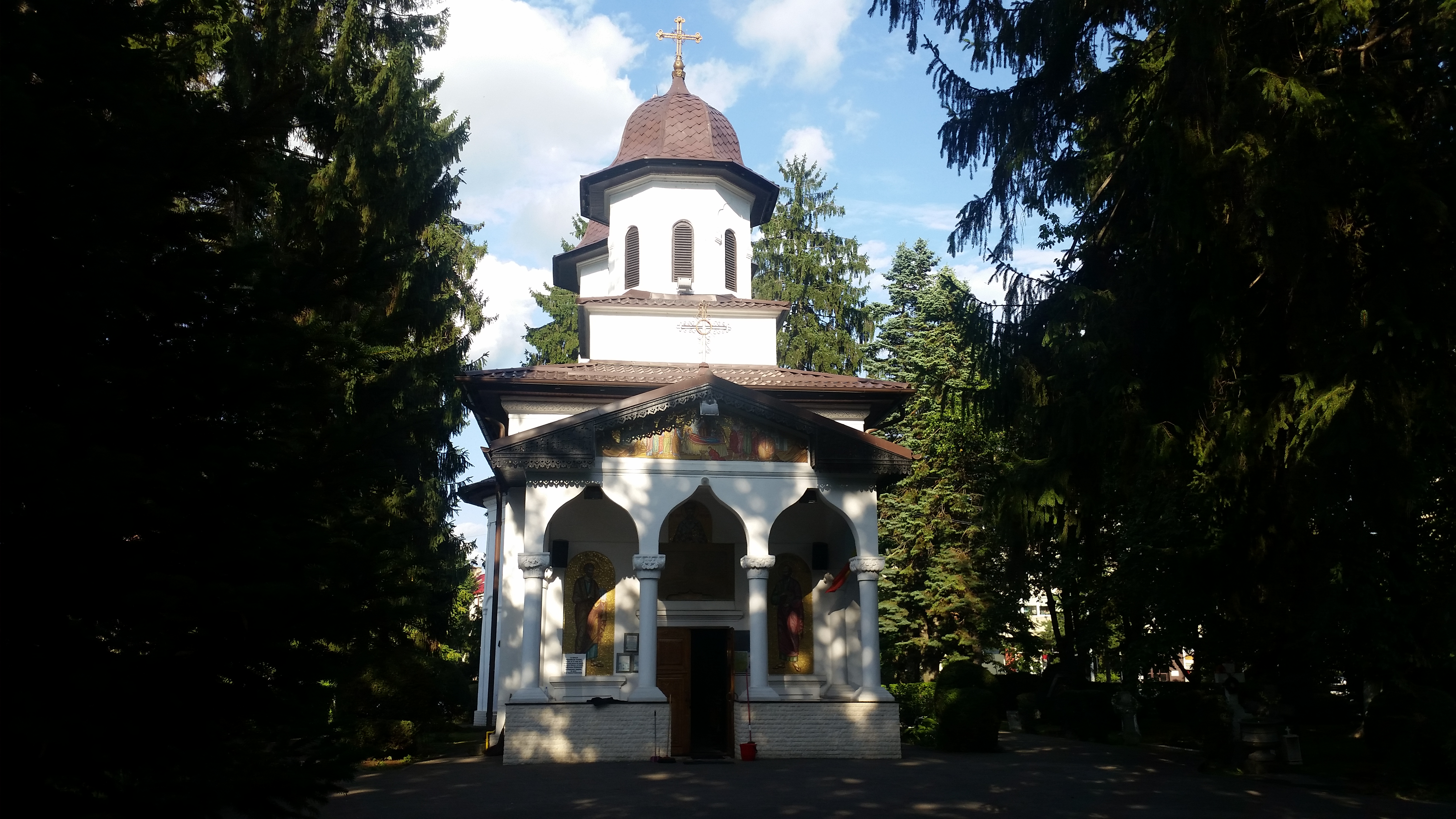
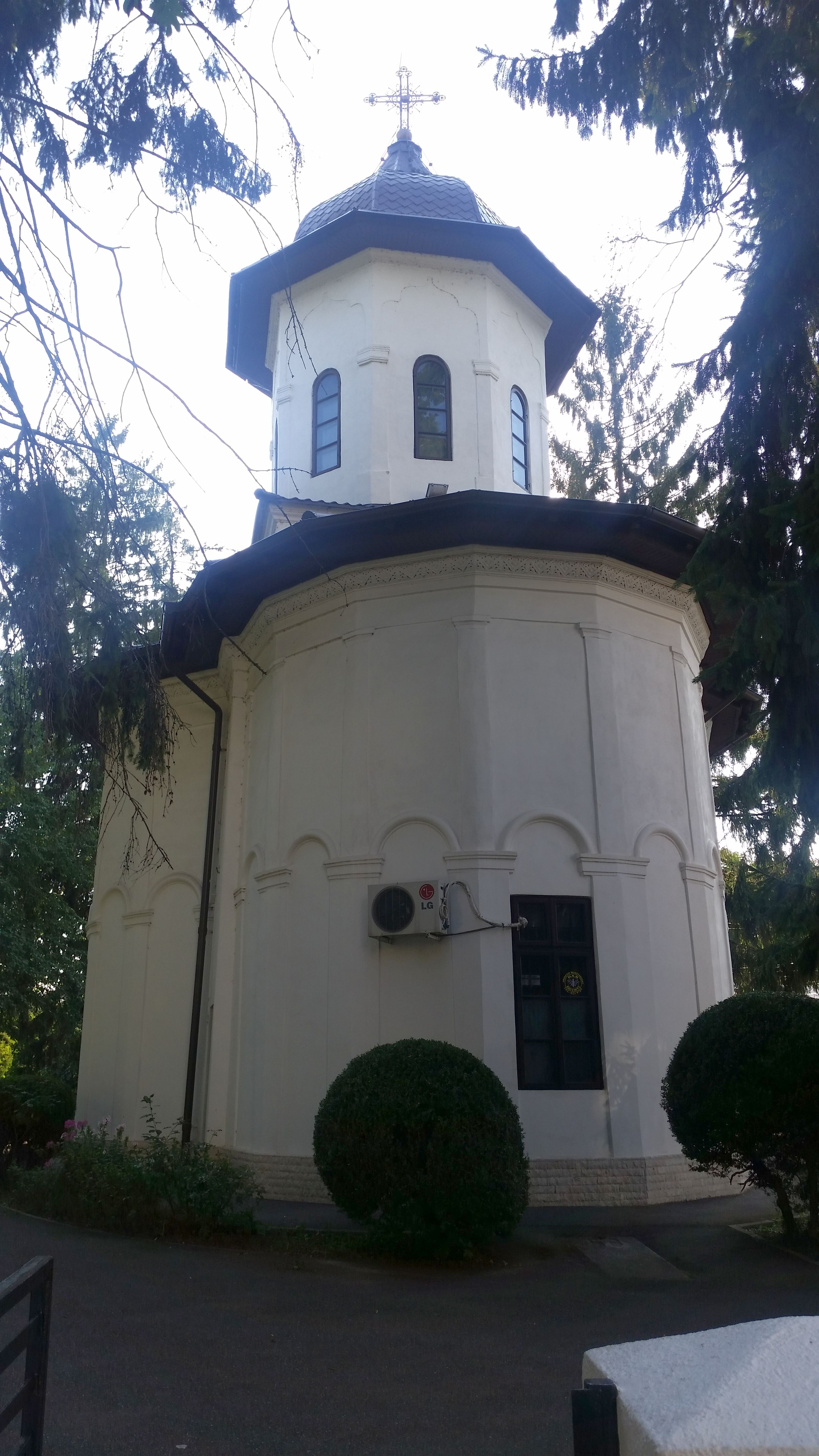
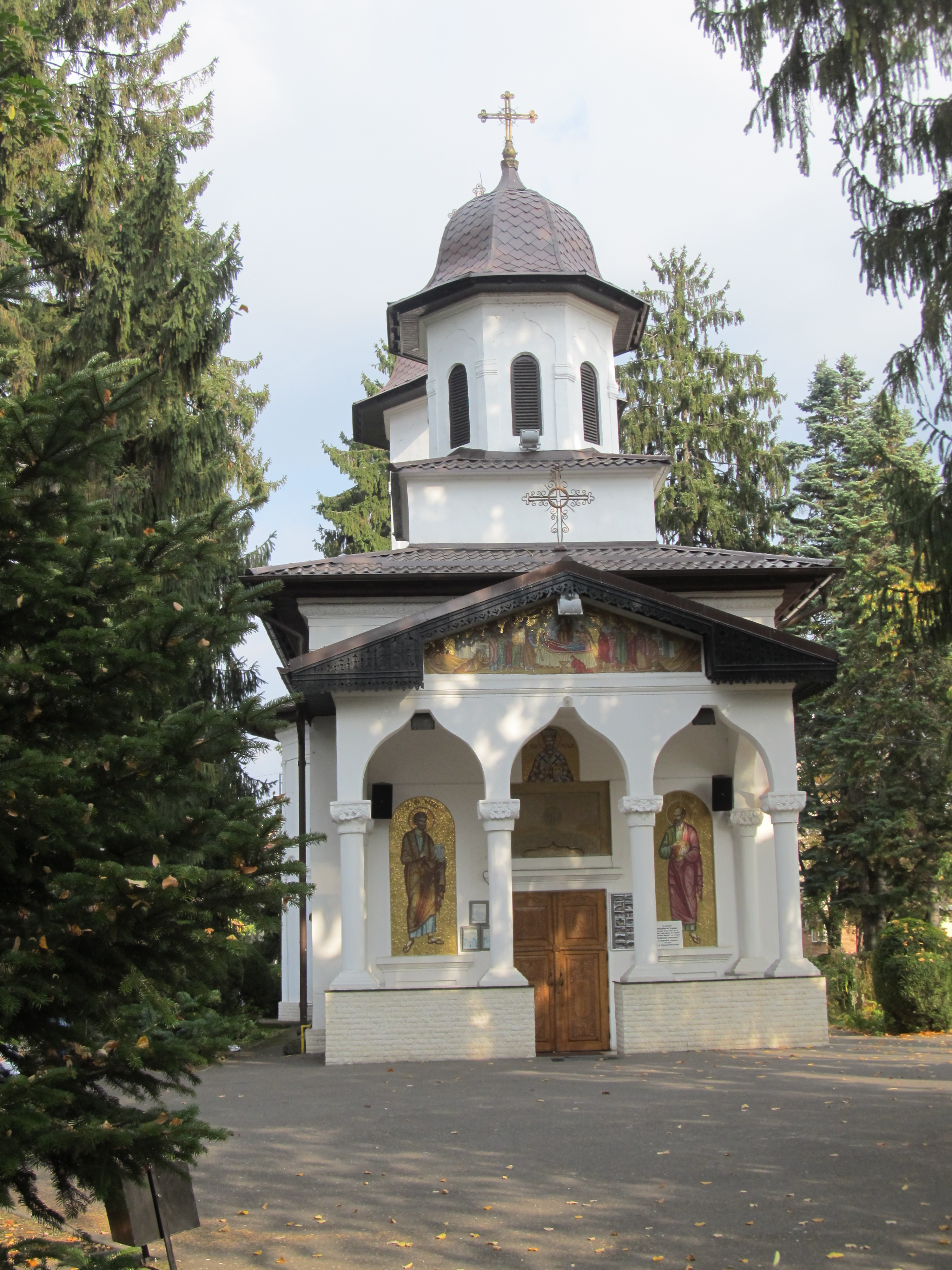